# 愛之夏

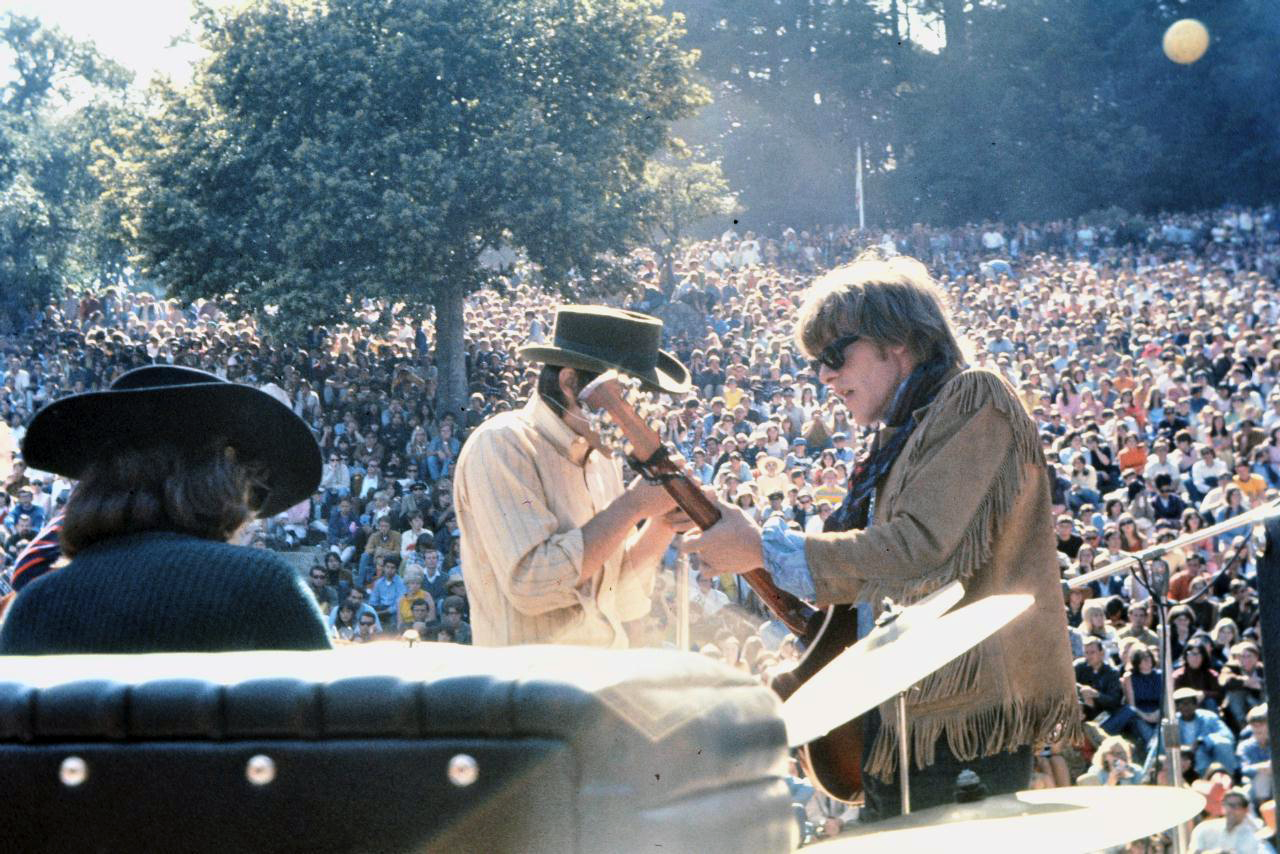
1967年6月加州舉行音樂會，響應「愛之夏」。

愛之夏（英語：Summer of Love）是一個社會現象，發生於1967年的夏天，當時有多達十萬人匯聚在美国旧金山的海特-艾許伯里區的附近。嬉皮士也聚集在美國、加拿大及歐洲的主要城市，三藩市是這次社會運動的中心，後來被稱為「嬉皮士革命」 。

## 背景

### 舊金山文化
受1950年代居住在舊金山的作家的啟發，據稱在1967年聚集在海特-艾許伯里區的人們拒絕了對現代主義的順從。

### 存在與啟發
一家報紙《舊金山甲骨文》宣布：
人們在地下進行的慶祝活動的新概念必須浮現，成為一種意識並應分享，以便可以通過復興同情，意識和愛以及揭示全人類的團結來形成一場革命。

## 人群聚集
前往海特-艾許伯里區的年輕人數不斷增加，使舊金山當局感到驚訝，舊金山當局說，他們將會對其拒之門外。

## 擴散

### 紐約市
1967年陣亡將士紀念日，在曼哈頓格林威治村附近的湯普金斯廣場公園的音樂會上，一些警官要求減小音樂的音量。作為回應，人群中有人扔了各種物體，隨後38人被逮捕。這次活動之後，East Village Other的編輯艾倫·卡茲曼（Allan Katzman）預測，夏季將有50,000嬉皮士進入該地區。

### 加州
來自世界各地的多達100,000名年輕人湧向了舊金山海特-艾許伯里區，及附近的伯克利和舊金山灣區的其他城市。他們建立了免費診所，免費商店，免費贈送基本必需品給予任何需要它們的人。
愛之夏吸引了各個年齡段的人們。

### 藥物使用
迷幻藥物的使用變得普遍。在失去了哈佛大學心理學系講師的終身職位後，蒂莫西·李瑞成為娛樂性使用迷幻藥物的主要倡導者。服用Psilocybin後，他經常邀請朋友以及偶爾的研究生與他和同事理查德·阿爾珀特一起服用此類藥物。在西海岸，作者肯·克西曾倡導使用這種藥物，他是美國中央情報局（CIA）資助的LSD實驗的先前志願者。隨後，他們購買了一輛老式校車，用迷幻的塗鴉塗漆並吸引了一群人，克西和他的團隊穿越了整個美國，進行酸性測試。在此期間，大麻與LSD一樣，也被大量使用。隨後控制兩種藥物使用的法律頒布。一些使用者經常會舉行會議反對該法律。但是，他們廢除控制藥物法律的努力並未成功。

## 另類生活方式
就像其姊妹地格林尼治村，三藩市成為一個關於政治、音樂、藥物、創意的熔爐，比以前較缺乏性及社會抑制。隨著嬉皮士的反文化運動越來越走進公眾意識，其中心活動成為了二十世紀六十年代一個重要的時刻，結果令到眾多「普通市民」開始質疑一切關於他們及他們周圍的事物。
這一個前所未有的年輕人聚會，常常被認為是一個社會實驗，令到所有另類生活方式變得更加普遍地接受，如性別平等，公社，及自由戀愛。許多這些類型的社會變化迴盪於七十年代初，並對現代社會做成一定的影響。

## 新的想法和見解
嬉皮士有時也被稱為「花的孩子」，多為折衷主義者。許多人懷疑政府，拒絕消費主義價值觀，及普遍反對越南戰爭。一些人對政治感興趣；其他人專注於藝術如音樂，繪畫，尤其是詩歌，或專注於宗教及冥想活動。所有人都渴望將新的想法和見解，融入到日常生活中，無論是公共或私人的理由。
這是相對平和的嬉皮士運動，其宗旨不是暴力，而是「愛」，這首名為《旧金山》的歌，正帶出這個訊息：「如果你要去舊金山的話，請別忘了在頭髮上插滿鮮花。在舊金山這座城市裡，你遇到的人溫柔善良。對於那些要去舊金山的人，今年夏天將充滿愛的陽光。」